# Laguinge-Restoue
Laguinge-Restoue – miejscowość i gmina we Francji, w regionie Nowa Akwitania, w departamencie Pireneje Atlantyckie.
Według danych na rok 1990 gminę zamieszkiwało 181 osób, a gęstość zaludnienia wynosiła 30 osób/km² (wśród 2290 gmin Akwitanii Laguinge-Restoue plasuje się na 996. miejscu pod względem liczby ludności, natomiast pod względem powierzchni na miejscu 1356.).